# Agave pintilla
Agave pintilla ist eine Pflanzenart aus der Gattung der Agaven (Agave). Ein englischer Trivialname ist „Maguey Pintillo, Pintollo Agave“.

## Beschreibung
Agave pintilla wächst solitär oder mit spärlichen Ausläufern mit einer Wuchshöhe von 20 bis 35 cm und ist 30 bis 60 cm breit. Die grünen, steifen, aufrechten, dreikantigen Blätter sind 13 bis 22 cm lang und 5,8 bis 8 cm breit. Die hornigen Blattränder sind weiß bis grau. Der graue bis braune Enddorn wird bis 1,5 cm lang.
Der rispige, gerade Blütenstand wird 1,6 bis 4,3 m hoch. Die gelben bis cremefarbenen Blüten erscheinen am oberen Teil des Blütenstandes und sind 25 bis 40 mm lang. Die Blütenröhre ist 11 bis 15 mm lang.
Die kugelförmigen, hellbraunen, dreikammerigen Kapselfrüchte sind 13 bis 21 mm lang und 7 bis 11 mm breit. Die schwarzen, Samen sind 4 bis 5 mm lang und 2,5 bis 4 mm breit.
Die Blütezeit reicht von Juni bis August.

## Systematik und Verbreitung
Agave pintilla ist in einem begrenzten Gebiet in Mexiko in der El Mezquital Region im Südosten des Bundesstaats Durango verbreitet. Sie wächst in 1440 bis 1580 m Höhe. Sie ist vergesellschaftet mit zahlreichen Sukkulentenarten.
Die Erstbeschreibung durch Maria del Socorro González-Elizondo, Martha González-Elizondo und Lorenzo Reséndiz-Rojas ist 2011 veröffentlicht worden.
Agave pintilla ist ein Vertreter der Gruppe Marginatae. Typisch sind die schmalen Rosetten und die geringe Anzahl der Blätter in Kontrast zu der nahen verwandten Agave victoria-regina, bekannt unter dem Namen f. nickelsii, die in Größe und Blattstruktur abweicht. Die Mezquital-Populationen sind seit vielen Jahren bekannt. Michael Bechtold hat vor etwa 20 Jahren Kolonien entdeckt. Ihr taxonomischer Status ist umstritten und bedarf weiterer Untersuchungen. 
Interessante Hybriden der Gruppe Marginatae (Agave victoriae-reginae) sind bekannt.

## Nachweise
- August J. Breitung: Agave victoriae-reginae. In: The Agaves. The Cactus & Succulent Journal Yearbook, 1968, S. 25–27.
- Howard Scott Gentry: Agave victoriae-reginae. In: Agaves of Continental North America. The University of Arizona Press, 1982, S. 183–185.
- Thomas Heller: Agave victoriae-reginae. In: Agaven. Münster 2006, S. 144–145.
- Mary Irish, Gary Irish: Agaves, Yuccas and related plants of Continental North America. Timber Press, 2000, S. 176–178, Tafel 47, 48.
- Alejandro Martínez-Palacios, Luis E Eguiarte, Glenn R Furnier: Genetic diversity of the endangered endemic agave victoriae-reginae (Agavaceae) in the chihuahuan desert. In: American Journal of Botany. Band 86, 1999, S. 1093–1098 online (PDF; 65 kB)
- Ivana Richter: Die Gattung Agave. A.I.A.S., 2011.
- J.Thiede: Agavaceae. In: Urs Eggli (Hrsg.): Sukkulenten-Lexikon. Einkeimblättrige Pflanzen (Monocotyledonen). Eugen Ulmer, Stuttgart 2001, ISBN 3-8001-3662-7, S. 70–71.
- Bernd Ullrich: Agave victoriae-reginae. In: Kakteen und andere Sukkulenten. Band 42, Nummer 7, 1991, Karteikarte.
- Bernd Ullrich: Zum Verbreitungsgebiet von Agave victoriae-reginae T. Moore. In: Kakteen und andere Sukkulenten. Band 42, Nummer 11, 1991, S. 262–263.